# حاسوب هارويل

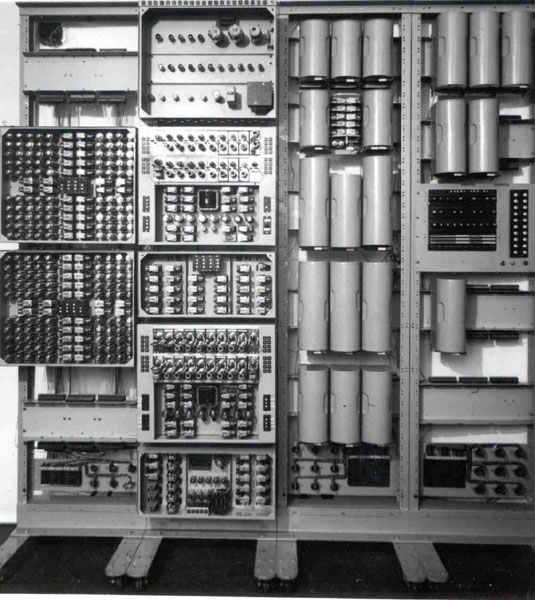
حاسوب هارويل ديكاترون

حاسوب هارويل ديكاترون  أو كما عرف بأسم أداة ولفرهامبتون للتعليم من هارويل، 
(هارويل ديكاترن) هو اسم مستعار من الصمامات المستخدمة في ذاكرة التخزين للحاسوب، حيث يعمل هذا الحاسوب وفق نظام نقل البيانات البريطاني وذلك في خمسينيات القرن العشرين،
أعيد ترميم حاسوب هارويل في الفترة (ما بين عام 2009 وعام 2012) ليتم عرضه في المتحف الوطني للحواسيب، 
دخل الحاسوب في موسوعة غينس عام 2003 للمرة الثانية على أنه أقدم حاسوب رقمي يعمل حتى الآن في العالم، وذلك بعد أن تم ترميمه،
خرج هارويل من الخدمة عام 1973،  ليتم عرضه في متحف برمينغهام للعلوم ثم المتحف الوطني للحواسيب حيث يتم أستخدام ذاكرة هارويل البصرية في الوقت الحالي لتعليم أطفال المدارس حول أجهزة الكمبيوتر.

## استخدامات الحاسوب
بدأت أعمال تصميم وبناء الجهاز عام 1949 وكان الغرض من صناعته هو مساعدة العلماء في مؤسسة بحوث الطاقة الذرية البريطانية في هارويل _ اوكسفوردشاير [الإنجليزية] ،
أيضا لتخفيف الأعباء عن كاهل العلماء باجراء الحسابات إلكترونيًّا وهي عملية تعتبر مملة وطويلة بالنسبة لهم،
كان أول انطلاق لنشاط الجهاز عام 1951 حيث كان وزنه يصل إلى 2.5 طن 
عرف عن الجهاز سرعته البطيئة والتي قد تصل إلى عشر ثوان لأتمام عملية حساب رياضي بسيطة ولكن على الرغم من ذلك فإن قدرته على العمل المتواصل لاكثر من ثمانين ساعة اسبوعيا هي ما تجعله متميز ومهم بالنسبة لمؤسسات البحوث العلمية في ذلك الوقت.

## التخلي عن الحاسوب في هارويل
بحلول عام 1957 استبدلت مؤسسة البحوث الذرية في هارويل (حاسوب هارويل ديكاترون) بحواسيب أخرى أكثر سرعة واصغر حجما،
حيث أقام معهد الرياضيات في جامعة أوكسفورد منافسة بين الكليات العلمية لتحديد الكلية التي تستطيع تحقيق أفضل أستثمار علمي للحاسوب حيث كانت المنافسة من أفكار جون هيمرسلي [الإنجليزية]  وتم تسليم الجهاز إلى كلية (وولفرهامبتون اند ستافوردشاير) للتكنولوجيا بعد فوزها بالمنافسة ليتم استخدمه في اغراض تدريس البرمجة الحاسوبية حيث أطلق عليه اسم (ويتش) أي الساحر،
وفي عام 1973 تبرعت به الكلية إلى متحف برمينغهام للعلوم وظل يعرض هناك لمدة اربع وعشرين سنة حتى عام 1997 عندما اغلق المتحف وبعدها جرى تفكيك الجهاز وتخزينه.

## إعادة ترميم الحاسوب
وبالصدفة وجد كيفين موريل، (احد امناء المتحف الوطني للحواسيب)، صورة لكمبيوتر هارويل بين الصور التي ألتقطها أحد مهندسي (تجديد اجهزة الكمبيوتر) الذي كان في زيارة للمخزن بهدف الحصول على مكونات لتجديد جهاز أخر.
وخلال زيارات متكررة للمخزن عثر على كثير من اجزاء الجهاز ونقلت إلى المتحف في (حديقة بلتشلي) حيث بدأت أعمال التجديد، وكان ذلك في خريف عام 2009.
قاد أعمال التجديد ديلوين هولرويد مهندس التجديد حيث قال ان الجهاز كان في حالة مزرية عندما وصل للمتحف إلا انه لم يكن يعاني من اضرار كبيرة في الجسم الخارجي.
لتنتهي أعمال التجديد في عام 2012 

## وصلات خارجية
- "Britain's Oldest Working Computer Roars to Life"، مجلة وايرد، سبتمبر 2009، مؤرشف من الأصل في 2013-09-01.
- "أعادة بناء الحاسوب الأقدم في بريطانيا"، News، المملكة المتحدة: BBC، مؤرشف من الأصل في 2017-08-08.
- "Witch at Bletchley: 'World's oldest working digital computer'"، News، المملكة المتحدة: BBC، مؤرشف من الأصل في 2016-03-10.
- ويتش (الساحر)، Computer Conservation Society، مؤرشف من الأصل في 2018-11-11.
- "Harwell dekatron Witch restoration during 2 012"، Current projects، المتحف الوطني للحواسيب، مؤرشف من الأصل في 2018-12-24.
- New Book: "The Harwell Dekatron Computer"، المتحف الوطني للحواسيب، مؤرشف من الأصل في 2019-12-13.